# Sarah et le Lieutenant français
Sarah et le Lieutenant français (The French Lieutenant's Woman) est un roman de John Fowles publié en 1969.
Grand amateur des livres de Thomas Hardy, Fowles a comparé son propre travail à celui de Hardy et de son roman Tess d'Urberville (1891). Selon la critique contemporaine, Fowles s'est inspiré du roman Ourika (1823) de l'écrivaine française Claire de Duras, roman qu'il a ensuite traduit en anglais en 1977.

## Résumé et analyse
Le roman se situe en Angleterre durant la seconde moitié du XIXe siècle. Le personnage principal du livre est Sarah Woodruff, également désignée par les surnoms de « Tragédie » et de la « Maîtresse du lieutenant français ». Elle vit à Lyme Regis, dans le sud-ouest de l’Angleterre (ville où Fowles a passé les dernières années de sa vie). On raconte qu’elle a été abusée par un marin français du nom de Varguennes, qui l’a ensuite abandonnée pour retourner en France où il était déjà marié. Le portrait de Sarah est marqué par l’ambigüité : a-t-elle réellement été trompée par l’officier français, ou est-elle une manipulatrice qui tente d’exploiter la compassion de Charles Smithson ? N’est-elle qu’une victime des conventions imposées aux femmes dans la société victorienne ?
Employée comme dame de compagnie dans une famille bourgeoise, Sarah passe son peu de temps libre sur la côte à contempler la mer. Un jour elle y est aperçue par Charles Smithson et sa fiancée, Ernestina Freeman, la fille d’un riche commerçant. Ernestina révèle qui est Sarah à Charles, chez qui s’éveille une vive curiosité pour cette femme et le désir de la connaître. Ils ont plusieurs rencontres clandestines où Sarah raconte son histoire à Charles et lui demande son soutien. Tout en essayant de garder ses distances, Charles s’occupe de Sarah et finit par la faire s’installer à Exeter, la ville voisine, où il lui rend visite. À ce moment de l’intrigue, Charles apprend que l’héritage qu’il attend d’un vieil oncle risque de lui échapper, l’oncle s’étant fiancé avec une femme assez jeune pour lui donner un héritier.
À partir de là, Fowles propose trois fins différentes à son livre…
Dans la première, Charles épouse Ernestina. Ils ne sont pas heureux en ménage, et on ne sait pas ce qu’il est advenu de Sarah. Charles rapporte à Ernestina une rencontre avec une personne supposée être la « Maîtresse du lieutenant français », en éliminant les détails embarrassants, et la question est réglée. Cet épilogue est toutefois éliminé et considéré comme une rêverie.
Avant d’exposer les deuxième et troisième fins, le narrateur – et Fowles incite le lecteur à croire qu’il est lui-même ce narrateur – intervient en tant que personnage secondaire, présent dans un compartiment de chemin de fer où Charles voyage. Le narrateur tire à pile ou face pour décider dans quel ordre il va présenter les deux autres hypothèses, de manière à souligner leur niveau égal de vraisemblance.
Dans la deuxième fin, Charles devient l’amant de Sarah et rompt ses fiançailles avec Ernestina, ce qui entraîne des conséquences déplaisantes pour lui. Il est déconsidéré, et son oncle se marie et a un fils. Sarah s’enfuit à Londres sans le dire à Charles qui, très amoureux d’elle, la recherche pendant des années avant de la retrouver, alors qu’elle vit dans un milieu artistique et qu’elle est devenue elle-même une artiste. Il apprend alors qu’ils ont eu un enfant. La suite de l’histoire est laissée ouverte mais laisse entendre que la « famille » pourrait être réunie.
Dans la troisième fin, le narrateur réapparaît, debout devant la maison où la deuxième fin a eu lieu, et, semble-t-il, immédiatement après. Il retarde sa montre de quinze minutes avant de s’éloigner. Les événements se déroulent comme précédemment jusqu’au moment où Charles retrouve Sarah, mais cette fois la rencontre tourne mal. Charles se rend compte qu’il a été dupé. Dans cette version, il n’est pas question d’enfant, du moins Sarah ne le mentionne pas, ni n’exprime de souhait de reprendre leur relation. Charles s’en va, décidé à repartir en Amérique.
Durant tout le roman, Fowles expose ses analyses sur les usages victoriens (en faisant notamment référence à Thomas Hardy), les différences de classes sociales, les théories de Darwin, la poésie de Matthew Arnold et de Tennyson. Il disserte sur les difficultés que l’on a à contrôler les personnages que l’on a créés, et il met en question le rôle du romancier, comme lorsqu’il indique que Charles « désobéit » à ses ordres, suggérant par là que les personnages ont leur vie propre et leur autonomie dans le roman.

## Adaptation au cinéma
En 1981, le roman de Fowles a été adapté au cinéma par Harold Pinter sous le titre La Maîtresse du lieutenant français, dans une réalisation de Karel Reisz, avec Meryl Streep et Jeremy Irons dans les rôles principaux.